# Настасья Филипповна Барашкова
Наста́сья Фили́пповна Бара́шкова — одна из главных героинь романа Фёдора Михайловича Достоевского «Идиот».

## Внешность
Ф. М. Достоевский «Идиот»:

 … необыкновенной красоты женщина … в черном шелковом платье, чрезвычайно простого и изящного фасона, волосы, по-видимому, темнорусые, были убраны просто, по-домашнему; глаза темные, глубокие, лоб задумчивый; выражение лица страстное и как бы высокомерное. Она была несколько худа лицом, может быть, и бледна. 

## Биография
Дочь небогатого дворянина. В возрасте семи лет при пожаре потеряла мать, вскоре с ума сошел и умер в горячке отец. С тех пор воспитывалась в поместье Афанасия Ивановича Тоцкого, в семье его управляющего. Младшая сестра также умерла через некоторое время. Когда ей было около 12 лет, Тоцкий, заехавший в своё имение с оказией, заметил красоту и изящество девочки, росшей в семье управляющего. По решению Тоцкого с тех пор маленькую Настю стали воспитывать как барышню, для чего наняли ей гувернантку. Через 4 года обучение было закончено, девушку перевезли в другое поместье Тоцкого, окружив комфортом и роскошью. Вскоре в имение приехал Тоцкий и, приручив, соблазнил совсем юную девушку, которой к тому моменту не было и 16 лет (на своем 25-летии Настасья Филипповна отсчитывает, что их отношения начались 9 лет и 3 месяца назад). С Тоцким девушка прожила около 4 лет, занимаясь в периоды довольно частого отсутствия Афанасия Ивановича, чтением и самообразованием. По прошествии этого времени Тоцкий начал планировать женитьбу в большом свете, а Настасью Филипповну он решил выдать замуж с приданым за какого-нибудь порядочного служащего из другой губернии. В этот момент в Петербурге появилась сама Настасья Филипповна и, обнаружив не замеченный до сих пор Тоцким, совершенно неожиданный характер, сообщила, что ей вовсе все равно, на ком он женится и женится ли вообще, но она намерена в отместку за то унижение, которому он её подверг, отомстить ему так, чтобы Тоцкий заплатил за нанесенную обиду («ну, хоть для того, чтобы мне только посмеяться над тобой вволю, потому что теперь и я наконец смеяться хочу»). 
Осознав, что Настасья Филипповна хоть и безопасна ему юридически, но не побоится погубить себя, чтобы в свою очередь погубить его самым позорным образом (а также заинтересовавшись уже новой, будто переродившейся Настасьей Филипповной), Тоцкий решил пока умиротворить её: он поселил её в Петербурге и окружил ещё большей роскошью. Однако никаких преимуществ на этот раз он уже извлечь не сумел и спустя 5 лет также находился в зависимом от Настасьи Филипповны положении: она не допускала его до себя, не соблазнялась подарками и подсылаемыми к ней кавалерами, однако её существование близ Тоцкого делало невозможным его план по сватовству к кому-либо ещё.
Решив жениться на дочери генерала Епанчина с его подачи и с его помощью Тоцкий стал просить у Настасьи Филипповны прощения и освобождения от сложившейся ситуации. Неожиданно Барашкова решила пойти навстречу Тоцкому и согласилась выйти замуж за  служащего генерала Епанчина Гаврилу Ардалионовича (Ганю) Иволгина, получив от Тоцкого значительное приданое.
В дальнейшем Настасья Филипповна узнала, что Ганя, возможно и желая её, тем не менее женится на т.н. падшей женщине ради приданого, что семья Гани питает к ней презрение из-за её положения. При этом любви Настасьи Филипповны домогается купеческий сын Парфён Рогожин.
В таком положении знакомится она с князем Мышкиным.

## Преступление Афанасия Тоцкого
Вопреки расхожему мнению, Афанасий Иванович Тоцкий, соблазняя свою воспитанницу Настю Барашкову, судя по всему, нарушил действующее уголовное законодательство. Уложение о наказаниях 1845 года в ст. 2007 (соответствует ст. 1532 в редакции 1885 года) предусматривало ответственность за обольщение и обесчещение несовершеннолетней лицом, состоявшим с ней в особых отношениях. К субъектам данного деяния закон относил, в том числе, опекуна, учителя или иное подобное лицо, по званью своему или особым обстоятельствам имевшее надзор за потерпевшею и власть над нею. Потерпевшей от данного посягательства могла быть только девушка, достигшая 14 лет, но не достигшая 21 года.

## Прототип
Возможными прототипами Настасьи Филипповны считаются Мария Дмитриевна Достоевская, первая жена Достоевского, и  Аполлинария Прокофьевна Суслова, побывавшая любовницей писателя, а затем женой философа В. Розанова. Некоторые детали биографии Настасьи Филипповны напоминают эпизоды из жизни других реальных людей (например, Ольги Умецкой, ставшей, как и героиня, жертвой насилия в подростковом возрасте). По утверждению достоеведа Леонида Гроссмана, автор «Идиота» наделил Настасью Филипповну внешностью Авдотьи Яковлевны Панаевой. Но ни в одном из перечисленных случаев буквального совпадения нет и отличий больше, чем сходства.

## Образ
В романе Настасья Филипповна представлена как женщина гордая, умная, благородная, но при этом совершенно неуправляемая. Образ этой женщины — это земное воплощение красоты, не нашедшее себя в жизни.

## Актрисы, сыгравшие Настасью Филипповну
- Любовь Варягина в экранизации Петра Чардынина 1910 года.
- Паола Борбони в итальянском фильме «Il principe idiota» (1920)
- Аста Нильсен в немецком фильме «Irrende Seelen» (1921).
- Эдвиж Фёйер во французской экранизации Жоржа Лампена 1946 года.
- Сэцуко Хара в японской экранизации Акиры Куросавы 1951 года, по фильму было имя Таэко Насу.
- Борисова, Юлия Константиновна в экранизации Ивана Пырьева (1958)
- Нина Ольхина в спектакле БДТ Идиот 1958 года.
- Людмила Максакова в фильме-спектакле Александры Ремизовой 1979 года.
- Софи Марсо во французской экранизации Анджея Жулавского 1985 года, в фильме её звали Мари.
- Анна Букловская в современной экранизации-пародии Романа Качанова «Даун Хаус».
- Жанна Балибар во французском фильме «L’idiot» 2008 года.
- Катарина Унт в экранизации эстонского режиссёра Райнера Сарнета
- Лидия Вележева в сериале Владимира Бортко (2003).
- Анни Жирардо в Комеди Франсез[7]

Кроме того, в частичной польско-японской экранизации Анджея Вайды «Настасья» роль исполнил актёр-мужчина — один из ведущих современных оннагата Бандо Тамасабуро V. Он же исполнил в фильме и роль князя Мышкина — для чего понадобилось несколько лет уговоров со стороны режиссёра, так как это стало его первой мужской ролью за много лет (не считая начального этапа его карьеры в кабуки в детско-подростковом возрасте).